# Марион (Висконсин)
Марион (енгл. Marion) град је у америчкој савезној држави Висконсин.

## Демографија
По попису из 2010. године број становника је 1.260, што је 37 (-2,9%) становника мање него 2000. године.
| Група             | 2000.         | 2010.         |
| Белци             | 1.288 (99,3%) | 1.212 (96,2%) |
| Афроамериканци    | 1 (0,1%)      | 1 (0,1%)      |
| Азијати           | 2 (0,2%)      | 1 (0,1%)      |
| Хиспаноамериканци | 1 (0,1%)      | 22 (1,7%)     |
| Укупно            | 1.297         | 1.260         |